# 乌维·罗森伯格

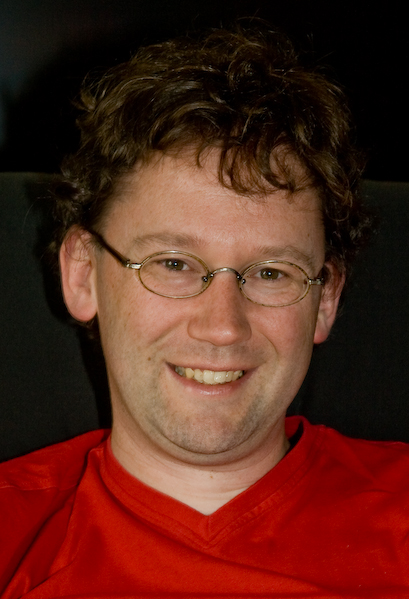
乌维·罗森伯格

乌维·罗森伯格（德語：Uwe Rosenberg；1970年3月27日—）德国游戏设计师，Lookout Games的联合创始人。
罗森伯格出生于德国的奥里希，在12岁时就开始迷恋于游戏机制的设计。2000年他和几个别的设计师一起创建了Lookout Games，并在此与出版了种豆的一些扩展。大一些项目最初是通过其它出版商出版，比如Amigo和Kosmos。

从2005年开始，罗森伯格开始专注于经济主题的复杂策略游戏。第一个是2007年发行的农场主，获得了德国年度游戏奖的2008最佳复杂游戏并且成为了德式工人放置类桌游的标杆。 第二个是2008年10月出版勒阿弗尔。  他目前获评最佳的游戏是奥丁的盛宴，2022年2月在BoardGameGeek排名第22位。

## 作品
- 种豆（1997）[6]
- 农场主（2007）[7]
- 奥丁的盛宴（2016）[8]
- 蝙蝠農家（2022）[9]